# Michel Bortis
Michel Bortis (1970) è un ex sciatore alpino svizzero.

## Biografia
Bortis, specialista delle prove tecniche originario di Fiesch, debuttò in campo internazionale in occasione dei Mondiali juniores di Madonna di Campiglio 1988; disputò 10 gare in Coppa del Mondo (l'ultima fu lo slalom gigante di Flachau del 6 gennaio 1996), senza completarne nessuna, e si ritirò al termine della stagione 1998-1999: la sua ultima gara fu uno slalom gigante FIS disputato il 7 aprile a Mount Rose. Non prese parte a rassegne olimpiche o iridate.

## Palmarès

### Nor-Am Cup
- 1 podio (dati dalla stagione 1994-1995):
  - 1 secondo posto

### Far East Cup
- 3 podi (dati dalla stagione 1994-1995):
  - 1 vittoria
  - 1 secondo posto
  - 1 terzo posto

#### Far East Cup - vittorie
| Data          | Località   | Paese    | Specialità |
| ------------- | ---------- | -------- | ---------- |
| 12 marzo 1995 | Shigakōgen | Giappone | GS         |

Legenda:

GS = slalom gigante

### Campionati svizzeri
- 1 medaglia (dati dalla stagione 1994-1995):
  - 1 bronzo (slalom speciale nel 1995)